# Tityus rosenbergi
Espèce
Tityus rosenbergi est une espèce de scorpions de la famille des Buthidae.

## Distribution
Cette espèce se rencontre en Équateur et dans le Sud de la Colombie,.

## Description
Le mâle holotype mesure 69 mm.

## Systématique et taxinomie
Cette espèce a été décrite par Pocock en 1898. Elle est placée en synonymie avec Tityus asthenes par Lourenço en 1988. Elle est relevée de synonymie par Lourenço et Flórez en 2018.

## Étymologie
Cette espèce est nommée en l'honneur de William Frederick Henry Rosenberg.

## Publication originale
- Pocock, 1898 : « Descriptions of some Scorpions from Ecuador. » Annals and Magazine of Natural History, sér. 7, vol. 1, p. 413-422 (texte intégral).